# Alonso de Cárdenas
Alonso de Cárdenas (Cordoue ou Ocaña, vers 1423-Llerena, 1er juillet 1493), était un noble espagnol et le dernier maître de l'Ordre de Santiago. Vers 1483, il construisit le château de Puebla del Maestre et fut, par droit de population, le premier seigneur de Puebla del Maestre.

## Famille
Né à Cordoue ou à Ocaña, il est le fils de García López de Cárdenas, commandeur majeur de l'Ordre de Santiago de León - fils du commandeur Santiaguista de Socovos du même nom et de María Cerón - et de María García Osorio. Il épousa Leonor de Luna, nièce du connétable Álvaro de Luna et fille naturelle de Rodrigo de Luna, prieur hospitalier de Castille et León. Le Maître eut une fille de ce mariage, Juana de Cárdenas, épouse de Pedro de Portocarrero, seigneur de Moguer et de Villanueva del Fresno, ainsi que deux enfants naturels, Pedro, commandeur de Hornachos, et Leonor de Cárdenas.

## Biographie
Alonso de Cárdenas a servi les Rois Catholiques pendant la guerre de succession de Castille, où il a commandé Gonzalo Fernández de Córdoba, le Grand Capitaine, dont il a dit après la bataille de La Albuera qu'il l'avait toujours vu au front, ce dont il était sûr en raison de la splendeur de son armure.
Au cours de sa vie, il a dû vivre des conflits continus pour atteindre et conserver le pouvoir, alors que la Reconquista était sur le point de s'achever et qu'il y avait moins de chances de contribuer aux rois de la Reconquista. C'est pourquoi il était nécessaire de lutter pour le pouvoir d'une manière plus politique. Il a été maître de l'Ordre de Santiago pendant deux périodes : la première de 1474 à 1476 et la seconde de 1477 à 1493.
La première fois qu'Alonso de Cárdenas devint maître, ce fut à la suite d'une manœuvre de son prédécesseur, Juan Pacheco, premier marquis de Villena, qui renonça à la maîtrise en faveur de son fils Diego. Ce type de comportement n'est pas correct, car on devient maître par choix et non par héritage. Ce comportement entraîna une lutte de pouvoir entre les chevaliers, qui déboucha sur un affrontement entre Rodrigo Manrique et Alonso lui-même, ce qui aboutit à une époque où il y avait deux maîtres et où le roi Ferdinand lui-même devint maître de l'Ordre. Mais pour sa contribution à la guerre contre le Portugal, Alonso réussit finalement à être nommé maître général de l'Ordre de Santiago, lors du chapitre tenu à Azuaga en 1477, dans la chapelle de San Sebastián, qui s'appellera plus tard le couvent de la Merced.
Les conflits entre l'Ordre et le comté de Feria, dont le siège se trouve à Zafra, sont un autre exemple des conflits qui ont conduit Alonso de Cárdenas à affronter le seigneur de Feria près de Jerez, après quoi ils sont parvenus à un accord en vertu duquel l'Ordre devait démolir le château de Los Santos de Maimona, reconstruit quelques années plus tôt (en 1469 par le maître de Santiaguista Juan Pacheco, marquis de Villena).
Il est également en conflit avec Enrique Pérez de Guzmán y Fonseca, qui souhaite se voir attribuer le domaine du maître, pour lequel il se sent lésé et lui fait la guerre. En 1475, Alonso de Cárdenas doit se réfugier dans le château de Jerez de los Caballeros pour se défendre contre le duc de Medina Sidonia. Quelque temps plus tard, en 1478, Alonso de Cárdenas le surprend et le bat à Guadalcanal, après quoi Guzmán doit se rendre à la demande des Rois Catholiques. En tant que Maître de l'Ordre, il accompagna les Rois Catholiques lors de la conquête de Grenade.
Après sa mort, l'Ordre passa, par dispense papale, au domaine royal, car une fois la Reconquista terminée, il n'y avait plus grand-chose à distribuer entre les chevaliers, ni rien pour quoi se battre.
Alonso de Cárdenas est mort le 1er juillet 1493 et son tombeau se trouve dans l'église de Santiago de Llerena.